# Integral de la secant al cub
Una de les integrals indefinides més difícils de calcular és
{\displaystyle \int \sec ^{3}x\,dx={\frac {1}{2}}\sec x\tan x+{\frac {1}{2}}\ln |\sec x+\tan x|+C.}

## Obtenció
Aquesta primitiva es pot calcular emprant la integració per parts, tal com segueix:
{\displaystyle \int \sec ^{3}x\,dx=\int u\,dv}
on
{\displaystyle {\begin{aligned}u&{}=\sec x,\\dv&{}=\sec ^{2}x\,dx,\\du&{}=\sec x\tan x\,dx,\\v&{}=\tan x.\end{aligned}}}
Llavors
{\displaystyle {\begin{aligned}\int \sec ^{3}x\,dx&{}=\int u\,dv\\&{}=uv-\int v\,du\\&{}=\sec x\tan x-\int \sec x\tan ^{2}x\,dx\\&{}=\sec x\tan x-\int \sec x\,(\sec ^{2}x-1)\,dx\\&{}=\sec x\tan x-\int \sec ^{3}x\,dx+\int \sec x\,dx.\end{aligned}}}
Sumant {\displaystyle \scriptstyle {}\int \sec ^{3}x\,dx} als dos cantons de la igualtat:
{\displaystyle {\begin{aligned}2\int \sec ^{3}x\,dx&{}=\sec x\tan x+\int \sec x\,dx\\&{}=\sec x\tan x+\ln |\sec x+\tan x|+C.\end{aligned}}}
Dividint els dos cantons entre 2 s'obté el resultat que s'ha presentat al començament.

## Potències de la secant d'exponent senar més gran que 3
Igual que la integració per parts de més amunt ha reduït la integral de la secant al cub a la integral de la secant a la primera potència, d'igual manera un procés similar redueix la integral de la secant elevada a potències senars més grans que 3 a potències més petites. Aquesta és la fórmula de Reducció de la Secant que segueix:
{\displaystyle \int \sec ^{n}{cx}\,dx={\frac {\sec ^{n-2}{cx}\tan {cx}}{c(n-1)}}\,+\,{\frac {n-2}{n-1}}\int \sec ^{n-2}{cx}\,dx\qquad {\mbox{ (per }}n\neq 1{\mbox{)}}\,\!}
Alternativament:
{\displaystyle \int \sec ^{n}{cx}\,dx={\frac {\sec ^{n-1}{cx}\sin {cx}}{c(n-1)}}\,+\,{\frac {n-2}{n-1}}\int \sec ^{n-2}{cx}\,dx\qquad {\mbox{ (per }}n\neq 1{\mbox{)}}\,\!}